# Abu Dhabi (P 191)
Třída Abu Dhabi je protiponorková korveta námořnictva Spojených arabských emirátů. Dodána byla italskou loděnicí Fincantieri. Ve službě je od roku 2013.

## Stavba
Plavidlo konstrukčně vychází z italských hlídkových lodí třídy Comandanti. Objednáno bylo roku 2010 u italské loděnice Fincantieri. Stavba proběhla v loděnici Muggiano ve městě La Spezia. Plavidlo bylo na vodu spuštěno 5. února 2011 a do služby bylo přijato 8. ledna 2013.

## Konstrukce
Plavidlo se vyznačuje pokročilou konstrukcí s širokým využitím prvků stealth. Je vybaveno trupovým sonarem Thales KINGKLIP UMS 4132 a vlečným sonarem s měnitelnou hloubkou ponoru Thales CAPTAS 2.
Hlavňovou výzbroj tvoří jeden 76mm/62 kanón OTO Melara Super Rapid v dělové věži na přídi, dva 30mm kanóny v dálkově ovládaných věžích Oto Melara Marlin a dva 12,7mm kulomety v dálkově ovládaných věžích Oto Melara Hitrole-G. Údernou výzbroj představují dvě dvojnásobná vypouštěcí zařízení protilodních střel MM.40 Exocet Block III s dosahem 180 km. K ničení ponorek slouží lehká protiponorková torpéda. Loď je rovněž vybavena dvěma rychlými čluny RHIB. Na její zádi se nachází přistávací paluba a skládací hangár pro jeden vrtulník (Panther, Super Puma).
Pohonný systém tvoří dva diesely, každý o výkonu 7000 kW, pohánějící dva lodní šrouby. Nejvyšší rychlost je 25 uzlů. Cestovní rychlost je 14 uzlů. Dosah činí 3000 námořních mil při rychlosti 14 uzlů.